# Diego Olmos
Diego Javier Olmos, más conocido como Diego Olmos (Córdoba, Argentina; 6 de diciembre de 1978), es uno de los más importantes compositores e intérpretes argentinos de cuarteto, género oriundo de su ciudad natal.

## Biografía

### Comienzos
Diego Olmos, hijo de Francisco Olmos y Mirta Spadoni, nació el 6 de diciembre de 1978 en Barrio Altamira, en la ciudad de Córdoba.
Su gusto por la música se vio desde muy joven. A la edad de 12 años compuso su primera canción y comenzó una trayectoria que continúa hasta la actualidad.
La primera agrupación de la cual formó parte se llamó Chiquicha en donde participó como tecladista y donde grabó dos discos. A la edad de 14 años formó su propia banda llamada "Diego y su banda" donde actuaba como líder. En el mismo año tuvo su primer hijo, de nombre Yonatan.
Tiempo después fue músico de Adrenalina banda creada por La Mona Jiménez, músico reconocido en la Ciudad de Córdoba, donde compuso algunas de las canciones que posteriormente cantaría La Mona Jiménez. Además grabó un disco que no salió a la venta.
Posteriormente estuvo 3 años con el "Turco" Oliva cantante de "Cachumba", en esta época Diego cantaba en las "pausas" de los bailes —locación en donde se acostumbran a realizar los recitales de cuarteto—. Más tarde estuvo también 3 años con el cantante Ariel Ferrari.

### Grandes éxitos
En el año 2006 formó parte de la banda de Damián Córdoba como autor, compositor y tecladista. En esta época compuso algunas canciones que tuvieron muy buena recepción tales como Hagamos el amor, Yo quiero tenerla, Enamorado de ti, Adiós amor, Qué harás, entre otros.
Luego de su éxito como compositor de Damián Córdoba, pasó por la banda de Ulises Bueno, donde fue tecladista, compositor y segunda voz. En este grupo también compuso algunos éxitos tales como Locura de amor, Cadena perpetua, Olvídame tú, Unidos para siempre y más. Una de las canciones destacadas fue Ya no volverá, grabada en vivo, en donde Diego pudo darse a conocer de manera más evidente.
Su paso por la banda de Ulises Bueno lo ayudó a lanzar su propia carrera como solista, con el apoyo de Rubén "Quesito" Pavón, cantante de La Banda de Carlitos —otro grupo de cuarteto reconocido en la ciudad—, quien acompañó al cantante en esta nueva etapa.
Finalmente, el 13 de marzo de 2010, debutó como solista en Ares, junto a su banda.

### Actualidad
Durante los años siguientes, Diego grabó 6 discos, habiendo pasado por programas como los 70 años del cuarteto en Canal 12 —canal oriundo de la Ciudad de Córdoba— y habiéndose presentado en gran cantidad de locales bailables a lo largo del país.
El legado de Diego Olmos a la música de cuarteto cordobés es motivo de estupor entre los músicos del género, ya que muchas de sus composiciones fueron interpretadas por otras bandas de cuarteto. Actualmente, como solista, sigue componiendo canciones y es considerado uno de los músicos de cuarteto más importantes.

## Discografía
Diego a la fecha lleva editados 6 discos como solista.

### Álbumes
1. 2012 - Con todo
2. 2013 - Bailando todos
3. 2014 - Con puño y letra (parte 1)